# Albert Van Hoorn
Albert Van Hoorn (12 april 1947) is een Belgische voormalige atleet, die gespecialiseerd was in het hink-stap-springen. Hij veroverde zes Belgische titels.

## Biografie
Van Hoorn veroverde tussen 1967 en 1969 drie opeenvolgende Belgische titels in het hink-stap-springen. Tussen 1972 en 1974 werd hij opnieuw driemaal Belgisch kampioen. Hij was aangesloten bij Hermes Club Oostende.

## Belgische kampioenschappen
| Onderdeel          | Jaar                               |
| ------------------ | ---------------------------------- |
| hink-stap-springen | 1967, 1968, 1969, 1972, 1973, 1974 |

## Persoonlijk record
| Onderdeel          | Prestatie | Datum            | Plaats     |
| ------------------ | --------- | ---------------- | ---------- |
| hink-stap-springen | 15,55 m   | 31 augustus 1975 | Bernhausen |

## Palmares

### hink-stap-springen
- 1967:  BK AC – 13,89 m
- 1968:  BK AC – 14,53 m
- 1969:  BK AC – 14,49 m
- 1970:  BK AC – 14,17 m
- 1971:  BK AC – 15,04 m
- 1972:  BK AC – 15,36 m
- 1973:  BK AC – 15,38 m
- 1974:  BK AC – 15,32 m
- 1975:  BK AC – 14,34 m
- 1976:  BK AC – 14,25 m
- 1977:  BK AC – 14,92 m

### 4 + 3 + 2 + 1 ronde
- 1966:  Europese Indoor Games in Dortmund – 3.27,2